# Gustave Jaccard
Gustave-Ad. Jaccard (Sainte-Croix, 11 juni 1809 - Lausanne, 31 januari 1881) was een Zwitsers advocaat, rechter en politicus voor de gematigde liberalen uit het kanton Vaud.

## Biografie
Gustave Jaccard studeerde rechten aan de academie van Lausanne en was vanaf 1835 tot aan zijn overlijden in deze stad gevestigd als advocaat. Hij was tevens rechter in de kantonnale rechtbank van 1842 tot 1846 en van 1858 tot aan zijn overlijden in 1881. Van 1860 tot 1872 was hij voorzitter van deze rechtbank.
Daarnaast was Jaccard ook redacteur bij verschillende kranten, namelijk bij L'Indépendant (1845-1847), bij de Gazette de Lausanne (1852-1856), en bij de Gazette vaudoise (1856-1861).
Op politiek vlak behoorde Jaccard tot de strekking van de gematigde liberalen. Hij zetelde tweemaal in de Grote Raad van Vaud, met name in de periodes van 1836 tot 1842 en van 1845 tot 1858. Hij maakte ook deel uit van de constituante van 1861. Tussen 9 januari 1854 en 1 mei 1855 was hij lid van de Kantonsraad.